# Онума (станция)
Станция Онума (яп. 大沼駅 онума эки) — железнодорожная станция в японском посёлок Нанаэ, обслуживаемая компанией JR Hokkaido.

## История
Станция Онума была открыта 28 июня 1903 года. С приватизацией JNR она перешла под контроль JR Hokkaido.

## Линии
- JR Hokkaido
  - Главная линия Хакодате